# Geordan Murphy
Geordan Edward Andrew Murphy (Dublín, 19 de abril de 1978) es un ex–jugador irlandés de rugby que se desempeñaba como fullback.

## Selección nacional
Fue convocado al XV del Trébol por primera vez en junio de 2000, para enfrentar a los Águilas y jugó su último partido en septiembre de 2011 ante los Osos. En total disputó 72 partidos y marcó 96 puntos.

### Participaciones en Copas del Mundo
Participó en las Copas del Mundo de Francia 2007 donde Irlanda llegó como una de las favoritas y Murphy como una de las estrellas de este seleccionado, sin embargo la historia fue distinta y la de Nueva Zelanda 2011 donde se retiró internacionalmente.
| Mundial                       | Sede          | Resultado        | PJ | Tries |
| ----------------------------- | ------------- | ---------------- | -- | ----- |
| Copa Mundial de Rugby de 2007 | Francia       | Primera fase     | 2  | 1     |
| Copa Mundial de Rugby de 2011 | Nueva Zelanda | Cuartos de final | 2  | 0     |

## Leones Británicos
Fue seleccionado a los British and Irish Lions para integrar el equipo que disputó la desastrosa Gira a Nueva Zelanda 2005 donde jugó uno de los tres test–matches frente a los All Blacks.

## Palmarés
- Campeón del Torneo de las Seis Naciones 2009.
- Campeón de la Copa de Campeones de 2000–01 y 2001–02.
- Campeón de la Premiership Rugby de 1998–99, 1999–00, 2000–01, 2001–02, 2006–07, 2008–09, 2009–10 y 2012–13.
- Campeón de la Anglo-Welsh Cup de 2006–07 y 2011–12.